# Lijst van medaillewinnaars op de Olympische Winterspelen 2018
Deze pagina geeft een totaal overzicht van de medaillewinnaars op de Olympische Winterspelen 2018 in Pyeongchang, Zuid-Korea. Hierbij is de indeling alfabetisch gerangschikt op basis van de zeven olympische sporten en binnen de sporten op discipline.

## Biatlon
Mannen
| Onderdeel             | Goud | Goud                                                              | Zilver | Zilver                                                                  | Brons | Brons                                                |
| --------------------- | ---- | ----------------------------------------------------------------- | ------ | ----------------------------------------------------------------------- | ----- | ---------------------------------------------------- |
| 20 km individueel     | NOR  | Johannes Thingnes Bø                                              | SLO    | Jakov Fak                                                               | AUT   | Dominik Landertinger                                 |
| 10 km sprint          | GER  | Arnd Peiffer                                                      | CZE    | Michal Krčmář                                                           | ITA   | Dominik Windisch                                     |
| 12,5 km achtervolging | FRA  | Martin Fourcade                                                   | SWE    | Sebastian Samuelsson                                                    | GER   | Benedikt Doll                                        |
| 15 km massastart      | FRA  | Martin Fourcade                                                   | GER    | Simon Schempp                                                           | NOR   | Emil Hegle Svendsen                                  |
| 4× 7,5 km estafette   | SWE  | Peppe Femling Fredrik Lindström Jesper Nelin Sebastian Samuelsson | NOR    | Lars Helge Birkeland Johannes Thingnes Bø Tarjei Bø Emil Hegle Svendsen | GER   | Benedikt Doll Erik Lesser Arnd Peiffer Simon Schempp |

Vrouwen
| Onderdeel           | Goud | Goud                                                                 | Zilver | Zilver                                                | Brons | Brons                                                            |
| ------------------- | ---- | -------------------------------------------------------------------- | ------ | ----------------------------------------------------- | ----- | ---------------------------------------------------------------- |
| 7,5 km sprint       | GER  | Laura Dahlmeier                                                      | NOR    | Marte Olsbu                                           | CZE   | Veronika Vítková                                                 |
| 10 km achtervolging | GER  | Laura Dahlmeier                                                      | SVK    | Anastasiya Kuzmina                                    | FRA   | Anaïs Bescond                                                    |
| 12,5 km massastart  | SVK  | Anastasiya Kuzmina                                                   | BLR    | Darja Domratsjeva                                     | NOR   | Tiril Eckhoff                                                    |
| 15 km individueel   | SWE  | Hanna Öberg                                                          | SVK    | Anastasiya Kuzmina                                    | GER   | Laura Dahlmeier                                                  |
| 4× 6 km estafette   | BLR  | Dzinara Alimbekava Darja Domratsjeva Irina Krjoeko Nadezjda Skardino | SWE    | Mona Brorsson Anna Magnusson Hanna Öberg Linn Persson | FRA   | Anaïs Bescond Justine Braisaz Anaïs Chevalier Marie Dorin Habert |

Gemengd landenteam
| Onderdeel | Goud | Goud                                                             | Zilver | Zilver                                                             | Brons | Brons                                                      |
| --------- | ---- | ---------------------------------------------------------------- | ------ | ------------------------------------------------------------------ | ----- | ---------------------------------------------------------- |
| Estafette | FRA  | Anaïs Bescond Marie Dorin Habert Simon Desthieux Martin Fourcade | NOR    | Tiril Eckhoff Marte Olsbu Johannes Thingnes Bø Emil Hegle Svendsen | ITA   | Lisa Vittozzi Dorothea Wierer Lukas Hofer Dominik Windisch |

## Curling
| Onderdeel     | Goud | Goud                                                                        | Zilver | Zilver                                                                   | Brons | Brons                                                                      |
| ------------- | ---- | --------------------------------------------------------------------------- | ------ | ------------------------------------------------------------------------ | ----- | -------------------------------------------------------------------------- |
| Mannen        | USA  | Tyler George Matt Hamilton John Landsteiner Joe Polo John Shuster           | SWE    | Niklas Edin Oskar Eriksson Henrik Leek Christoffer Sundgren Rasmus Wranå | SUI   | Peter de Cruz Dominik Märki Claudio Pätz Benoît Schwarz Valentin Tanner    |
|               |      |                                                                             |        |                                                                          |       |                                                                            |
| Vrouwen       | SWE  | Anna Hasselborg Agnes Knochenhauer Sofia Mabergs Sara McManus Jennie Wåhlin | KOR    | Kim Cho-hi Kim Eun-jung Kim Kyeong-ae Kim Seon-yeong Kim Yeong-mi        | JPN   | Satsuki Fujisawa Mari Motohashi Yumi Suzuki Chinami Yoshida Yurika Yoshida |
|               |      |                                                                             |        |                                                                          |       |                                                                            |
| Gemengddubbel | CAN  | Kaitlyn Lawes John Morris                                                   | SUI    | Jenny Perret Martin Rios                                                 | NOR * | Kristin Skaslien Magnus Nedregotten                                        |

* kregen alsnog de bronzen medaille toebedeeld nadat de Rus Aleksandr Kroesjelnitski betrapt werd op dopinggebruik

## IJshockey
| Onderdeel | Goud                           | Goud                           | Zilver    | Zilver    | Brons   | Brons   |
| --------- | ------------------------------ | ------------------------------ | --------- | --------- | ------- | ------- |
| Mannen    | Olympische atleten uit Rusland | Olympische atleten uit Rusland | Duitsland | Duitsland | Canada  | Canada  |
|           |                                |                                |           |           |         |         |
| Vrouwen   | Verenigde Staten               | Verenigde Staten               | Canada    | Canada    | Finland | Finland |

## Rodelen
| Onderdeel | Goud                                                                    | Goud                                                                    | Zilver                                                     | Zilver                                                     | Brons                                                                | Brons                                                                |
| --------- | ----------------------------------------------------------------------- | ----------------------------------------------------------------------- | ---------------------------------------------------------- | ---------------------------------------------------------- | -------------------------------------------------------------------- | -------------------------------------------------------------------- |
| Mannen    | AUT                                                                     | David Gleirscher                                                        | USA                                                        | Chris Mazdzer                                              | GER                                                                  | Johannes Ludwig                                                      |
| Vrouwen   | GER                                                                     | Natalie Geisenberger                                                    | GER                                                        | Dajana Eitberger                                           | CAN                                                                  | Alex Gough                                                           |
| Dubbels   | GER                                                                     | Tobias Wendl Tobias Arlt                                                | AUT                                                        | Peter Penz Georg Fischler                                  | GER                                                                  | Toni Eggert Sascha Benecken                                          |
| Estafette | Duitsland Natalie Geisenberger Johannes Ludwig Tobias Wendl Tobias Arlt | Duitsland Natalie Geisenberger Johannes Ludwig Tobias Wendl Tobias Arlt | Canada Alex Gough Samuel Edney Justin Snith Tristan Walker | Canada Alex Gough Samuel Edney Justin Snith Tristan Walker | Oostenrijk Madeleine Egle David Gleirscher Peter Penz Georg Fischler | Oostenrijk Madeleine Egle David Gleirscher Peter Penz Georg Fischler |

## Schaatssporten

### Kunstrijden
| Onderdeel  | Goud | Goud | Zilver | Zilver | Brons | Brons |
| ---------- | --- | --- | --- | --- | --- | --- |
| Mannen     | JPN | Yuzuru Hanyu                                                                                                 | JPN | Shoma Uno | ESP | Javier Fernández |
| Vrouwen    | OAR | Alina Zagitova                                                                                               | OAR | Jevgenia Medvedeva | CAN | Kaetlyn Osmond |
| Paren      | GER | Aliona Savchenko Bruno Massot                                                                                | CHN | Sui Wenjing Han Cong | CAN | Meagan Duhamel Eric Radford |
| IJsdansen  | CAN | Tessa Virtue Scott Moir                                                                                      | FRA | Gabriella Papadakis Guillaume Cizeron | USA | Maia Shibutani Alex Shibutani |
| Landenteam | Canada Patrick Chan Kaetlyn Osmond Gabrielle Daleman Meagan Duhamel / Eric Radford Tessa Virtue / Scott Moir | Canada Patrick Chan Kaetlyn Osmond Gabrielle Daleman Meagan Duhamel / Eric Radford Tessa Virtue / Scott Moir | Olympische atleten uit Rusland Michail Koljada Jevgenia Medvedeva Alina Zagitova Jevgenia Tarasova / Vladimir Morozov Natalja Zabijako / Aleksandr Enbert Jekaterina Bobrova / Dmitri Solovjov | Olympische atleten uit Rusland Michail Koljada Jevgenia Medvedeva Alina Zagitova Jevgenia Tarasova / Vladimir Morozov Natalja Zabijako / Aleksandr Enbert Jekaterina Bobrova / Dmitri Solovjov | Verenigde Staten Nathan Chen Adam Rippon Bradie Tennell Mirai Nagasu Alexa Scimeca / Chris Knierim Maia Shibutani / Alex Shibutani | Verenigde Staten Nathan Chen Adam Rippon Bradie Tennell Mirai Nagasu Alexa Scimeca / Chris Knierim Maia Shibutani / Alex Shibutani |

### Langebaanschaatsen
Mannen
| Onderdeel            | Goud | Goud                                                                     | Zilver | Zilver                                    | Brons | Brons                                                  |
| -------------------- | ---- | ------------------------------------------------------------------------ | ------ | ----------------------------------------- | ----- | ------------------------------------------------------ |
| 500 m                | NOR  | Håvard Lorentzen                                                         | KOR    | Cha Min-kyu                               | CHN   | Gao Tingyu                                             |
| 1000 m               | NED  | Kjeld Nuis                                                               | NOR    | Håvard Lorentzen                          | KOR   | Kim Tae-yun                                            |
| 1500 m               | NED  | Kjeld Nuis                                                               | NED    | Patrick Roest                             | KOR   | Kim Min-seok                                           |
| 5000 m               | NED  | Sven Kramer                                                              | CAN    | Ted-Jan Bloemen                           | NOR   | Sverre Lunde Pedersen                                  |
| 10.000 m             | CAN  | Ted-Jan Bloemen                                                          | NED    | Jorrit Bergsma                            | ITA   | Nicola Tumolero                                        |
| Massastart           | KOR  | Lee Seung-hoon                                                           | BEL    | Bart Swings                               | NED   | Koen Verweij                                           |
| Ploegenachtervolging | NOR  | Håvard Bøkko Sindre Henriksen Simen Spieler Nilsen Sverre Lunde Pedersen | KOR    | Chung Jae-won Kim Min-seok Lee Seung-hoon | NED   | Jan Blokhuijsen Sven Kramer Patrick Roest Koen Verweij |

Vrouwen
| Onderdeel            | Goud | Goud                                             | Zilver | Zilver                                                       | Brons | Brons                                                          |
| -------------------- | ---- | ------------------------------------------------ | ------ | ------------------------------------------------------------ | ----- | -------------------------------------------------------------- |
| 500 m                | JPN  | Nao Kodaira                                      | KOR    | Lee Sang-hwa                                                 | CZE   | Karolína Erbanová                                              |
| 1000 m               | NED  | Jorien ter Mors                                  | JPN    | Nao Kodaira                                                  | JPN   | Miho Takagi                                                    |
| 1500 m               | NED  | Ireen Wüst                                       | JPN    | Miho Takagi                                                  | NED   | Marrit Leenstra                                                |
| 3000 m               | NED  | Carlijn Achtereekte                              | NED    | Ireen Wüst                                                   | NED   | Antoinette de Jong                                             |
| 5000 m               | NED  | Esmee Visser                                     | CZE    | Martina Sáblíková                                            | OAR   | Natalja Voronina                                               |
| Massastart           | JPN  | Nana Takagi                                      | KOR    | Kim Bo-reum                                                  | NED   | Irene Schouten                                                 |
| Ploegenachtervolging | JPN  | Ayaka Kikuchi Ayano Sato Miho Takagi Nana Takagi | NED    | Lotte van Beek Antoinette de Jong Marrit Leenstra Ireen Wüst | USA   | Heather Bergsma Brittany Bowe Mia Manganello Carlijn Schoutens |

### Shorttrack
Mannen
| Onderdeel | Goud | Goud                                                     | Zilver | Zilver                                                | Brons | Brons                                                      |
| --------- | ---- | -------------------------------------------------------- | ------ | ----------------------------------------------------- | ----- | ---------------------------------------------------------- |
| 500 m     | CHN  | Wu Dajing                                                | KOR    | Hwang Dae-heon                                        | KOR   | Lim Hyo-jun                                                |
| 1000 m    | CAN  | Samuel Girard                                            | USA    | John-Henry Krueger                                    | KOR   | Seo Yi-ra                                                  |
| 1500 m    | KOR  | Lim Hyo-jun                                              | NED    | Sjinkie Knegt                                         | OAR   | Semjon Jelistratov                                         |
| Relay     | HUN  | Csaba Burján Shaoang Liu Shaolin Sándor Liu Viktor Knoch | CHN    | Chen Dequan Han Tianyu Ren Ziwei Wu Dajing Xu Hongzhi | CAN   | Charle Cournoyer Pascal Dion Samuel Girard Charles Hamelin |

Vrouwen
| Onderdeel | Goud | Goud                                                         | Zilver | Zilver                                                         | Brons | Brons                                                               |
| --------- | ---- | ------------------------------------------------------------ | ------ | -------------------------------------------------------------- | ----- | ------------------------------------------------------------------- |
| 500 m     | ITA  | Arianna Fontana                                              | NED    | Yara van Kerkhof                                               | CAN   | Kim Boutin                                                          |
| 1000 m    | NED  | Suzanne Schulting                                            | CAN    | Kim Boutin                                                     | ITA   | Arianna Fontana                                                     |
| 1500 m    | KOR  | Choi Min-jeong                                               | CHN    | Li Jinyu                                                       | CAN   | Kim Boutin                                                          |
| Relay     | KOR  | Choi Min-jeong Kim A-lang Kim Ye-jin Lee Yu-bin Shim Suk-hee | ITA    | Arianna Fontana Cecilia Maffei Lucia Peretti Martina Valcepina | NED   | Yara van Kerkhof Jorien ter Mors Lara van Ruijven Suzanne Schulting |

## Skisporten

### Alpineskiën
Mannen
| Onderdeel    | Goud | Goud               | Zilver | Zilver               | Brons | Brons                 |
| ------------ | ---- | ------------------ | ------ | -------------------- | ----- | --------------------- |
| Combinatie   | AUT  | Marcel Hirscher    | FRA    | Alexis Pinturault    | FRA   | Victor Muffat-Jeandet |
| Afdaling     | NOR  | Aksel Lund Svindal | NOR    | Kjetil Jansrud       | SUI   | Beat Feuz             |
| Reuzenslalom | AUT  | Marcel Hirscher    | NOR    | Henrik Kristoffersen | FRA   | Alexis Pinturault     |
| Slalom       | SWE  | André Myhrer       | SUI    | Ramon Zenhäusern     | AUT   | Michael Matt          |
| Super G      | AUT  | Matthias Mayer     | SUI    | Beat Feuz            | NOR   | Kjetil Jansrud        |

Vrouwen
| Onderdeel    | Goud | Goud             | Zilver | Zilver             | Brons | Brons               |
| ------------ | ---- | ---------------- | ------ | ------------------ | ----- | ------------------- |
| Combinatie   | SUI  | Michelle Gisin   | USA    | Mikaela Shiffrin   | SUI   | Wendy Holdener      |
| Afdaling     | ITA  | Sofia Goggia     | NOR    | Ragnhild Mowinckel | USA   | Lindsey Vonn        |
| Reuzenslalom | USA  | Mikaela Shiffrin | NOR    | Ragnhild Mowinckel | ITA   | Federica Brignone   |
| Slalom       | SWE  | Frida Hansdotter | SUI    | Wendy Holdener     | AUT   | Katharina Gallhuber |
| Super G      | CZE  | Ester Ledecká    | AUT    | Anna Veith         | LIE   | Tina Weirather      |

Gemengd
| Onderdeel       | Goud | Goud                                                                     | Zilver | Zilver                                                                                               | Brons | Brons |
| --------------- | ---- | ------------------------------------------------------------------------ | ------ | --- | ----- | --- |
| Landenwedstrijd | SUI  | Denise Feierabend Wendy Holdener Luca Aerni Daniel Yule Ramon Zenhäusern | AUT    | Stephanie Brunner Katharina Gallhuber Katharina Liensberger Manuel Feller Michael Matt Marco Schwarz | NOR   | Nina Haver-Løseth Kristin Lysdahl Maren Skjøld Sebastian Foss-Solevåg Leif Kristian Nestvold-Haugen Jonathan Nordbotten |

### Freestyleskiën
Mannen
| Onderdeel  | Goud | Goud                | Zilver | Zilver             | Brons | Brons                  |
| ---------- | ---- | ------------------- | ------ | ------------------ | ----- | ---------------------- |
| Aerials    | UKR  | Oleksandr Abramenko | CHN    | Jia Zongyang       | OAR   | Ilja Boerov            |
| Halfpipe   | USA  | David Wise          | USA    | Alex Ferreira      | NZL   | Nico Porteous          |
| Moguls     | CAN  | Mikaël Kingsbury    | AUS    | Matt Graham        | JPN   | Daichi Hara            |
| Skicross   | CAN  | Brady Leman         | SUI    | Marc Bischofberger | OAR   | Sergej Ridzik          |
| Slopestyle | NOR  | Øystein Bråten      | USA    | Nick Goepper       | CAN   | Alex Beaulieu-Marchand |

Vrouwen
| Onderdeel  | Goud | Goud            | Zilver | Zilver                  | Brons | Brons            |
| ---------- | ---- | --------------- | ------ | ----------------------- | ----- | ---------------- |
| Aerials    | BLR  | Hanna Hoeskova  | CHN    | Zhang Xin               | CHN   | Kong Fanyu       |
| Halfpipe   | CAN  | Cassie Sharpe   | FRA    | Marie Martinod          | USA   | Brita Sigourney  |
| Moguls     | FRA  | Perrine Laffont | CAN    | Justine Dufour-Lapointe | KAZ   | Joelia Galysjeva |
| Skicross   | CAN  | Kelsey Serwa    | CAN    | Brittany Phelan         | SUI   | Fanny Smith      |
| Slopestyle | SUI  | Sarah Höfflin   | SUI    | Mathilde Gremaud        | GBR   | Isabel Atkin     |

### Langlaufen
Mannen
| Onderdeel         | Goud | Goud                                                                              | Zilver | Zilver                                                               | Brons | Brons                                                                    |
| ----------------- | ---- | --------------------------------------------------------------------------------- | ------ | -------------------------------------------------------------------- | ----- | ------------------------------------------------------------------------ |
| Sprint            | NOR  | Johannes Høsflot Klæbo                                                            | ITA    | Federico Pellegrino                                                  | OAR   | Aleksandr Bolsjoenov                                                     |
| 15 km vrije stijl | SUI  | Dario Cologna                                                                     | NOR    | Simen Hegstad Krüger                                                 | OAR   | Denis Spitsov                                                            |
| 30 km skiatlon    | NOR  | Simen Hegstad Krüger                                                              | NOR    | Martin Johnsrud Sundby                                               | NOR   | Hans Christer Holund                                                     |
| 50 km klassiek    | FIN  | Iivo Niskanen                                                                     | OAR    | Aleksandr Bolsjoenov                                                 | OAR   | Andrej Larkov                                                            |
| Teamsprint        | NOR  | Johannes Høsflot Klæbo Martin Johnsrud Sundby                                     | OAR    | Aleksandr Bolsjoenov Denis Spitsov                                   | FRA   | Richard Jouve Maurice Manificat                                          |
| 4×10 km estafette | NOR  | Johannes Høsflot Klæbo Simen Hegstad Krüger Martin Johnsrud Sundby Didrik Tønseth | OAR    | Aleksandr Bolsjoenov Andrej Larkov Denis Spitsov Aleksej Tsjervotkin | FRA   | Adrien Backscheider Jean-Marc Gaillard Maurice Manificat Clément Parisse |

Vrouwen
| Onderdeel         | Goud | Goud                                                                 | Zilver | Zilver                                                 | Brons | Brons                                                                      |
| ----------------- | ---- | -------------------------------------------------------------------- | ------ | ------------------------------------------------------ | ----- | -------------------------------------------------------------------------- |
| Sprint            | SWE  | Stina Nilsson                                                        | NOR    | Maiken Caspersen Falla                                 | OAR   | Joelia Beloroekova                                                         |
| 10 km vrije stijl | NOR  | Ragnhild Haga                                                        | SWE    | Charlotte Kalla                                        | FIN   | Krista Pärmäkoski                                                          |
| 10 km vrije stijl | NOR  | Ragnhild Haga                                                        | SWE    | Charlotte Kalla                                        | NOR   | Marit Bjørgen                                                              |
| 15 km skiatlon    | SWE  | Charlotte Kalla                                                      | NOR    | Marit Bjørgen                                          | FIN   | Krista Pärmäkoski                                                          |
| 30 km klassiek    | NOR  | Marit Bjørgen                                                        | FIN    | Krista Pärmäkoski                                      | SWE   | Stina Nilsson                                                              |
| Teamsprint        | USA  | Jessica Diggins Kikkan Randall                                       | SWE    | Charlotte Kalla Stina Nilsson                          | NOR   | Marit Bjørgen Maiken Caspersen Falla                                       |
| 4×5 km estafette  | NOR  | Marit Bjørgen Ragnhild Haga Astrid Jacobsen Ingvild Flugstad Østberg | SWE    | Ebba Andersson Anna Haag Charlotte Kalla Stina Nilsson | OAR   | Joelia Beloroekova Natalja Neprjajeva Anna Netsjajevskaja Anastasia Sedova |

### Noordse combinatie
Mannen
| Onderdeel       | Goud | Goud                                                      | Zilver | Zilver                                                     | Brons | Brons                                                    |
| --------------- | ---- | --------------------------------------------------------- | ------ | ---------------------------------------------------------- | ----- | -------------------------------------------------------- |
| Gundersen NH    | GER  | Eric Frenzel                                              | JPN    | Akito Watabe                                               | AUT   | Lukas Klapfer                                            |
| Gundersen LH    | GER  | Johannes Rydzek                                           | GER    | Fabian Rießle                                              | GER   | Eric Frenzel                                             |
| Landenwedstrijd | GER  | Eric Frenzel Vinzenz Geiger Fabian Rießle Johannes Rydzek | NOR    | Espen Andersen Jørgen Gråbak Jarl Magnus Riiber Jan Schmid | AUT   | Wilhelm Denifl Bernhard Gruber Lukas Klapfer Mario Seidl |

### Schansspringen
| Onderdeel           | Goud | Goud                                                                      | Zilver | Zilver                                                      | Brons | Brons                                            |
| ------------------- | ---- | ------------------------------------------------------------------------- | ------ | ----------------------------------------------------------- | ----- | ------------------------------------------------ |
| Normale schans (m)  | GER  | Andreas Wellinger                                                         | NOR    | Johann André Forfang                                        | NOR   | Robert Johansson                                 |
| Grote schans (m)    | POL  | Kamil Stoch                                                               | GER    | Andreas Wellinger                                           | NOR   | Robert Johansson                                 |
| Landenwedstrijd (m) | NOR  | Robert Johansson Andreas Stjernen Daniel-André Tande Johann André Forfang | GER    | Richard Freitag Karl Geiger Stephan Leyhe Andreas Wellinger | POL   | Stefan Hula Maciej Kot Dawid Kubacki Kamil Stoch |
|                     |      |                                                                           |        |                                                             |       |                                                  |
| Normale schans (v)  | NOR  | Maren Lundby                                                              | GER    | Katharina Althaus                                           | JPN   | Sara Takanashi                                   |

### Snowboarden
Mannen
| Onderdeel            | Goud | Goud              | Zilver | Zilver         | Brons | Brons            |
| -------------------- | ---- | ----------------- | ------ | -------------- | ----- | ---------------- |
| Big air              | CAN  | Sébastien Toutant | USA    | Kyle Mack      | GBR   | Billy Morgan     |
| Halfpipe             | USA  | Shaun White       | JPN    | Ayumu Hirano   | AUS   | Scotty James     |
| Parallelreuzenslalom | SUI  | Nevin Galmarini   | KOR    | Lee Sang-ho    | SLO   | Žan Košir        |
| Slopestyle           | USA  | Redmond Gerard    | CAN    | Maxence Parrot | CAN   | Mark McMorris    |
| Snowboardcross       | FRA  | Pierre Vaultier   | AUS    | Jarryd Hughes  | ESP   | Regino Hernández |

Vrouwen
| Onderdeel            | Goud | Goud           | Zilver | Zilver                          | Brons | Brons                      |
| -------------------- | ---- | -------------- | ------ | ------------------------------- | ----- | -------------------------- |
| Big air              | AUT  | Anna Gasser    | USA    | Jamie Anderson                  | NZL   | Zoi Sadowski-Synnott       |
| Halfpipe             | USA  | Chloe Kim      | CHN    | Liu Jiayu                       | USA   | Arielle Gold               |
| Parallelreuzenslalom | CZE  | Ester Ledecká  | GER    | Selina Jörg                     | GER   | Ramona Theresia Hofmeister |
| Slopestyle           | USA  | Jamie Anderson | CAN    | Laurie Blouin                   | FIN   | Enni Rukajärvi             |
| Snowboardcross       | ITA  | Michela Moioli | FRA    | Julia Pereira de Sousa-Mabileau | CZE   | Eva Samková                |

## Sleesporten

### Bobsleeën
| Onderdeel   | Goud | Goud                                                             | Zilver | Zilver                                                 | Brons | Brons                             |
| ----------- | ---- | ---------------------------------------------------------------- | ------ | ------------------------------------------------------ | ----- | --------------------------------- |
| Tweemansbob | CAN  | Alexander Kopacz Justin Kripps                                   |        |                                                        | LAT   | Oskars Melbārdis Jānis Strenga    |
| Tweemansbob | GER  | Francesco Friedrich Thorsten Margis                              |        |                                                        | LAT   | Oskars Melbārdis Jānis Strenga    |
| Viermansbob | GER  | Candy Bauer Francesco Friedrich Martin Grothkopp Thorsten Margis | GER    | Eric Franke Kevin Kuske Alexander Rödiger Nico Walther |       |                                   |
| Viermansbob | GER  | Candy Bauer Francesco Friedrich Martin Grothkopp Thorsten Margis | KOR    | Jun Jung-lin Kim Dong-hyun Seo Young-woo Won Yun-jong  |       |                                   |
|             |      |                                                                  |        |                                                        |       |                                   |
| Tweemansbob | GER  | Lisa Buckwitz Mariama Jamanka                                    | USA    | Lauren Gibbs Elana Meyers Taylor                       | CAN   | Phylicia George Kaillie Humphries |

### Skeleton
| Onderdeel | Goud | Goud              | Zilver | Zilver             | Brons | Brons           |
| --------- | ---- | ----------------- | ------ | ------------------ | ----- | --------------- |
| Mannen    | KOR  | Yun Sung-bin      | OAR    | Nikita Tregoebov   | GBR   | Dominic Parsons |
|           |      |                   |        |                    |       |                 |
| Vrouwen   | GBR  | Elizabeth Yarnold | GER    | Jacqueline Lölling | GBR   | Laura Deas      |